# Provincia Biobío

Provincia Biobío

Provincia Biobío este o provincie administrativă în Chile, în regiunea Biobío. Capitala provinciei este orașul Los Ángeles.